# Падеж (Загорє-об-Саві)
Падеж (словен. Padež) — поселення в общині Загорє-об-Саві, Засавський регіон, Словенія. Висота над рівнем моря: 747,8 м.